# アンダーソン・クーパー
アンダーソン・クーパー（Anderson Hays Cooper, 1967年6月3日 - ）は、アメリカのジャーナリスト、アンカーマン、作家。現在CNNの『アンダーソン・クーパー360°』を担当している。

## 来歴

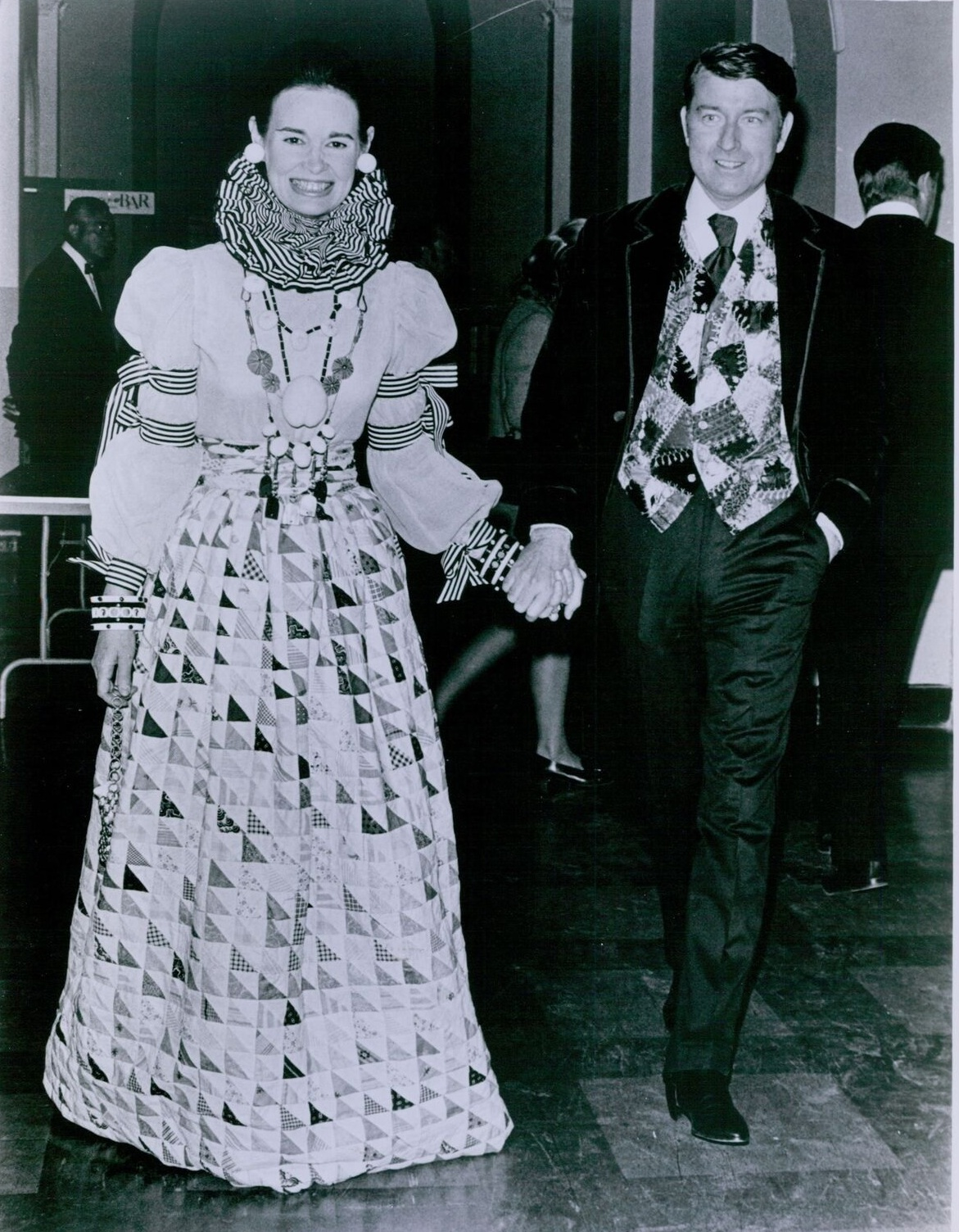
両親。1970年

作家のワイアット・エモリー・クーパーと、芸術家・デザイナー・作家でレジナルド・クレイプール・ヴァンダービルトの娘、グロリア・ヴァンダービルトの次男としてニューヨーク市に生まれた。グロリアは財閥ヴァンダービルト家の出身であるため、自身も鉄道王コーネリアス・ヴァンダービルトの5世孫ということになる。父はグロリアの4人目の夫で、度重なる心臓発作のために1978年1月5日に手術中に50歳で亡くなった。兄カーターは、1988年7月22日、ニューヨークにある母グロリアのペントハウス14階のベランダから母の目の前で飛び降り、23歳でこの世を去った。兄の死により、彼はジャーナリストになる事を決意したといわれる。実兄のほかに異父兄が2人おり、うち次兄は1978年に母親と喧嘩して家を出、38年間音信不通だったが、2016年に母、クーパーとともに再会した。
1989年にエール大学（政治学部）を卒業。1990年代前半に初めて特派員として仕事を務めた後、1年間報道の仕事を中断してベトナムに滞在、ハノイ大学でベトナム語を学ぶ。

## テレビの仕事

### チャンネルワン
エール大学を卒業後、ABCに新卒不採用となったため、代わりにチャンネルワンの職を得る（チャンネルワンは、米国内の中学生や高校生などの若者向け番組を制作する放送局）。その6ヵ月後、チャンネルワンを辞職。1年のベトナム生活の後、ビルマ、ソマリア、ルワンダなどの紛争地域から映像と記事を配信するようになった。

### ABC
1995年、ABCニュースの特派員になり、その後「ABCワールドニュースナウ」の共同キャスターとなる。2000年にはABCのリアリティー番組「The Mole」の司会者の仕事に就く。

### CNN
「The Mole」の2シーズン目後にCNNに移籍。2001年にはCNNのニュース番組を担当する。2002年からは、CNNの週末ゴールデンタイム番組のキャスターとなった。その年からタイムズスクエアでの大晦日スペシャルを担当している。その後2003年9月8日に、平日夜の「アンダーソンクーパー360°」（Anderson Cooper 360°）というニュース番組のキャスターとなった。
2005年1月、南アジアで津波の被害を取材した後バグダードで選挙を取材。2005年2月および3月、レバノンのベイルートで「杉の革命」を取材。2005年4月、ローマで教皇ヨハネ・パウロ2世死去後の様子を取材、ロンドンではチャールズ3世（当時皇太子）とカミラ妃の結婚式を取材した。2005年7月には、フロリダでハリケーン・デニスの取材している。
9月にはハリケーン・カトリーナ後のニューオーリンズを取材し被災地を見て涙し、感情をむき出しにして報道した。ブッシュ大統領に対し社交辞令を述べるだけの上院議員らに対し政府の対応を厳しく批判。その後も継続的にニューオーリンズを取材し、復興ぶりを伝えている。彼の出演した回は高視聴率を上げた。
2005年11月の大幅な番組変更により、AC360は午後10時（東部標準時）からの2時間番組となった。
2011年2月3日、エジプトの大規模デモを取材中、親ムバラク派に襲われ軽症を負った。
同年3月の東北地方太平洋沖地震では直後から被災地入りして取材したが、福島第一原発事故で3号機が爆発するやすぐに帰国したため批判を受けた。

## その他
- 2006年5月、著書「Dispatches from the Edge」を出版。
- ジャーナリストとして中立を保つため[4]に、また、有名人で常にタブロイド誌の標的となっていた母のようには生きたくない[5][6][7]という理由から、私生活については語らない方針でいる[8]。
- 長年にわたり同性愛者であると報道されてきたが[9]、2012年に自身が同性愛者であることを告白した[10]。
- 2020年5月1日、自身の番組で男児の父親となったことを報じた[11]。2019年に母親を亡くして孤独を感じ、2020年に代理母により出産、2018年に別れた元パートナーのフランス人男性と子育てにあたっている[12][13]。